# 嬴單傳奇
《嬴單傳奇》（大陸引進名《龍俠傳奇》），香港電視廣播有限公司的古裝劇，全劇共35集。曾於1991年5月重播。

## 故事大綱
武林中傳言「巫溪藏了軒轅古劍、絕世武功秘笈及許多財寶，但那乃是妖魔鬼怪之地，所有進去的人都只去不回」，武林第一家的莊主葉滿天帶著兒子葉圓（張兆輝飾）和江湖同道一行人冒險前往探究，但船隻在海上遇突襲，除葉圓外其他人都無故失蹤。
　　其實巫溪並不像外面所傳言的那樣，這裡是一處與世隔絕的桃花源，居住著秦朝後人，由秦始皇的子孫所建立管理，他們世世代代都遵循先人遺言『欲復國則要須先參透十六字真言找到古劍及武功秘笈』。為了防止外人的干擾，巫溪人在外圍故設置水陸機關來阻擋，所有前來巫溪探險尋寶的人都被留在巫溪做工。然而葉滿天等江湖中人在被抓到後，因鬧事而被餵食藥物成為了行屍走肉的快活人。
　　贏單（郭晉安飾）是巫溪的世子，生性愚笨但心地善良，在巫溪經常讓人看不起，常遭表姐蒙吐金（龔慈恩飾）欺負，唯有大表哥對他好。可惜遭姨父設計無奈將迎娶吐金。贏單遇見外來人過牆頭（曾華倩飾），她是為了躲避追捕無意間鑽入巫溪人出外採購貨物用的貨箱中，而被運入巫溪。贏單在大婚之日為幫助過牆頭避過機關離開巫溪，自己卻忘了如何避開機關返回巫溪而進入俗世…
　　贏單機緣巧合下先後拜了不折書生畢竟無（廖啟智飾）及瘦骷髏曲玲瓏（秦煌飾）為師，旅行途中遇逃婚郡主（何美婷飾）一同患難，又在寶物赤血蟬蟲幫助下成為了聰明人，破解了西蠻國出的難題，得皇帝（張衛健飾）賞識任命為宰相，本又得太后（白茵飾）旨意賜婚郡主，可是贏單無意便想辦法拒絕。在與過牆頭再次相遇後相互扶持渡過無數困難，在一次生死關頭又得武功高強的蝴蝶宮主人蝴蝶夫人（周海媚飾）捨清白之身相救而娶她為妻，三人之間情恩難斷…
　　巫溪人因贏單失蹤多時，決定外出尋找他的下落，並伺機復國機會。他們與整日想當皇帝的六王爺、想當大國師的綠袍老祖合作，並利用快活人行刺朝廷命官，欲推翻朝廷。但最後在贏單的努力下，眾人終於放棄復國之夢，並得皇帝諒解，返回巫溪生活。
　　葉圓在父親失蹤後，一直想再入巫溪尋父，總管為了使武林第一家聲望再起，不惜犯下三樁滅門血案，讓人誤以為是蝴蝶宮所為。葉圓號召群雄圍勦蝴蝶宮，卻功敗垂成。後又為逃避世事與郡主歸隱荒島，無奈郡主受不住寂寞離去，蝴蝶夫人在一次受襲掉下海流落荒島，遭吐金作弄，誤以為與葉圓做了逾矩之事，蝴蝶夫人愧對贏單，葉圓又對蝴蝶夫人生情，後來幸由吐金解釋清楚。葉圓歷經諸事打擊後自暴自棄，幸其父在清醒後將葉圓找回開解重建葉家莊，與郡主也回復情誼。
　　白羽（吳岱融飾）為了報復滅門之仇不惜與綠袍老祖合作，但卻反被綠袍附身，終在贏單等人合力之下使綠袍魂飛煙滅。白羽也放下仇恨與吐金、兒子歸隱山林。

## 演員表
- 郭晉安 飾 嬴單
- 周海媚 飾 蝴蝶夫人
- 曾華倩 飾 過牆頭
- 張兆輝 飾 葉圓
- 何美婷 飾 華陽郡主
- 吳岱融 飾 白羽
- 龔慈恩 飾 蒙吐金
- 張衛健 飾 皇帝
- 羅慧娟 飾 香胭脂
- 廖啟智 飾 不折書生畢竟無
- 秦　煌 飾 瘦骷髏曲玲瓏
- 白　茵 飾 太后
- 馬宗德 飾 綠袍老祖
- 崔嘉寶 飾 田田
- 高妙思 飾 香十一娘
- 高　雄 飾 嬴天威
- 黃　新 飾 嬴申
- 上官玉 飾 春不老
- 白    鷹 飾 成九珍